# Мадумаров Акрам Камбаралиевич
Мадумаров Акрам Камбаралиевич (род. 29 июня 1977, село Кара-Дөбө, Кадамжайский район, Баткенская область, Киргизская ССР) - кыргызский государственный и общественный деятель, кандидат биологических наук, доцент. В разные годы занимал ключевые должности в Администрации Президента и Правительства Кыргызской Республики, включая пост вице-премьер-министра (2020), первого заместителя руководителя аппарата президента (2017), директора Государственной кадровой службы и полномочного представителя правительства в Баткенской области. В настоящее время - заведующий лабораторией Института биотехнологии НАН КР, доцент КНАУ им. К. Скрябина.

## Биография
Кыргыз по национальности, имеет высшее образование. В 1999 году с отличием окончил факультет ветеринарной медицины и биотехнологии Кыргызской аграрной академии имени К. Скрябина, а в 2013 году окончил Дипломатическую академию Министерства иностранных дел Кыргызской Республики по специальности «международные отношения». В 2002 году окончил аспирантуру Кыргызского аграрного университета имени К. Скрябина и успешно защитил кандидатскую диссертацию, получив учёную степень кандидата биологических наук.
Свою трудовую деятельность начал в 2002 году в Кыргызском аграрном университете в должности ассистента, позже работал старшим преподавателем. С апреля 2006 года по август 2008 года работал референтом отдела организации производства и протокольных мероприятий Управления делами Президента Кыргызской Республики. В 2008-2009 годах был заместителем директора Южной резиденции Президента Кыргызской Республики в городе Ош, затем до января 2013 года занимал должность заведующего отделом организации протокольных мероприятий и внешних связей Аппарата Президента Кыргызской Республики.
С января по апрель 2013 года исполнял обязанности главы (акима) государственной администрации Кадамжайского района Баткенской области, а с апреля 2013 по июнь 2017 года занимал пост главы этой администрации. С июня по сентябрь 2017 года был первым заместителем Руководителя Аппарата Президента Кыргызской Республики. С сентября 2017 года по март 2019 года - директор Государственной кадровой службы Кыргызской Республики. С марта 2019 по февраль 2020 года — полномочный представитель Правительства КР в Баткенской области. С февраля по октябрь 2020 года - вице-премьер-министр Кыргызской Республики.
С марта 2021 года по сентябрь 2022 года - ведущий научный сотрудник Института биотехнологии Национальной академии наук КР. С сентября 2022 года по настоящее время - заведующий лабораторией в этом же институте.
Дополнительно, с марта 2021 года по настоящее время работает доцентом кафедры Кыргызского национального аграрного университета имени К. Скрябина. В 2025 году ему было присвоено учёное звание доцента. Также с 2025 года является членом Совета директоров государственного предприятия «МСЗ».
Имеет ранг государственного советника государственной службы I класса.

## Семья
Женат. 4 детей.

## Образование
- В 2013 году окончил Дипломатическую академию Министерства иностранных дел Кыргызской     Республики по специальности «международное отношение».

- В 2002 году окончил очную аспирантуру Кыргызского аграрного университета им. К.     Скрябина, кандидат биологических наук.
- В 1999 году окончил с отличием Кыргызскую Аграрную Академию по специальности «ветеринарный врач»

## Квалификация
- специализированный ветеринарный врач.
- специалист в области международных отношений

## Ученая степень и звание
- 2005 г. кандидат биологических наук, доцент (2025).

## Опыт работы
с 05.2022 года – по настоящее время заведующий лабораторией Института биотехнологии Национальной академии наук КР;
03.2021г. - 05.2022 гг. ведущий научный сотрудник Института биотехнологии НАН КР;
02.2020 - 10.2020 гг. Вице-премьер-министр Кыргызской Республики;
03.2019 - 02.2020 гг. Полномочный представитель Правительства КР в Баткенской области;
09. 2017 - 03.2019 гг. Директор Государственной кадровой службы Кыргызской Республики;
06.2017 - 09.2017 гг. Первый заместитель Руководителя Аппарата Президента Кыргызской Республики;
01.2013 - 06.2017 гг. глава – аким государственной администрации Кадамжайского района Баткенской области;
07.2009 - 01.2013 гг. заведующий отделом организации протокольных мероприятий и внешних связей Управления делами Президента Кыргызской Республики;
09.2008 - 07.2009 гг. заместитель директора южной резиденции Президента Кыргызской Республики, Управление делами Президента Кыргызской Республики;
04.2006 - 09.2008 гг. референт отдела организации производства и протокольных мероприятий Управления делами Президента Кыргызской Республики;
02.2005 - 04.2006 гг. старший преподаватель кафедры физиологии с/х животных факультета ветеринарной медицины и биотехнологии Кыргызского аграрного университета им. К. Скрябина;
05.2002 - 02.2005 гг. ассистент кафедры физиологии сельскохозяйственных животных Кыргызского аграрного университета им. К. Скрябина.

### По совместительству:
С 03.2021 года  – доцент  кафедры Кыргызского национального аграрного университета им. К. Скрябина.
С 01.2025 года – член Совета директоров ОАО «Кызыл-Кийский машиностроительный завод».

#### Общественная работа:
С 08.2009 Генеральный директор Футбольного клуба «Исфайрам» (Баткенская область, Кадамжайский район).